# Histoire d'O (romanzo)
Histoire d'O, conosciuto in italiano anche con il titolo Storia di O, è un romanzo erotico dell'autrice francese Pauline Réage, pubblicato nel 1954 con la prefazione di Jean Paulhan, scrittore e critico letterario nonché membro dell'Académie Française.
Con una tiratura complessiva che ha superato il milione di copie nel 1970, nella sola Francia, il romanzo è considerato universalmente un grande classico della letteratura erotica e uno dei libri maggiormente iconici e influenti nella cultura BDSM, che, lungi dall'essere banalmente pornografico, ha suscitato interesse e dibattito anche presso il pubblico di intellettuali, grazie alle sue intrinseche qualità letterarie e psicologiche.
La scrittrice Dominique Aury ammise solamente nel 1994, 40 anni dopo la pubblicazione, di esserne l'autrice e di averlo fatto stampare su insistenza di Paulhan, allora suo amante e grande estimatore del Marchese de Sade, accompagnandola a lettere d'amore a lui indirizzate.

## Sinossi
La giovane "O" ama a tal punto il fidanzato René da accettare, come prova del suo amore, di essere portata in un castello a Roissy dove viene data in uso sessuale ad altri uomini e sperimenta pratiche erotiche di ogni tipo. Frustata, sodomizzata e sottoposta a rapporti di sesso orale, è educata a comportarsi come una vera e propria schiava sessuale, ed "O" trova la sua felicità proprio in questo progressivo e totale annullamento della sua volontà individuale: essa rinuncia alla propria libertà lasciando che sia un uomo a detenerla al posto suo, come una sorta di vera e propria proprietà personale.
Tuttavia non sarà René a disporre per sempre di lei come padrone assoluto, ma sir Stephen, l'uomo che esercita una sorta di autorità morale anche su René, e che aveva imposto a quest'ultimo di rendere la sua donna una schiava perfetta, per poi infine consegnarla a lui definitivamente. "O" dovrà infine scegliere se accettare di farsi marchiare a fuoco sulle natiche, dopo che le è già stato apposto un anello sulle grandi labbra attraverso un piercing delle stesse.

## Trama

### Gli amanti di Roissy

L'anello consegnato ad O che la identifica come una delle ragazze di Roissy

Due giovani amanti, René e la sua ragazza, il cui nome lungo tutto il corso della storia rimarrà sempre e solamente l'iniziale maiuscola "O", passeggiano sottobraccio in un parco pubblico di Parigi: all'uscita chiamano un taxi. Lungo la strada il giovane uomo chiede ad "O" di togliersi la biancheria intima; messole a nudo così il seno le lega poi le mani dietro la schiena e le appone un collare al collo. Trasportata in un luogo sconosciuto, "O" durante tutto il tragitto non pensa ad altro che all'amore immenso che sente per René. Giunti a destinazione, viene premurosamente fatta scendere dall'amante davanti ad un antico castello perfettamente ristrutturato, a sudest della periferia della capitale francese. René l'accompagna all'interno, ove trovano ad attenderli un gruppetto di uomini: l'amante sussurra all'orecchio di "O" che, se lei lo ama veramente, dovrà accettare qualsiasi cosa questi estranei le impongano e dovrà sempre e comunque cercare di soddisfare al meglio ogni loro desiderio.
Ciascuno di questi uomini è il padrone di tutte le ragazze che vi si trovano ("O" non è la sola difatti): ora, le schiave non sono tenute soltanto a subire supinamente gli atti sessuali dei padroni, di qualunque tipo questi siano (compreso lo stupro), ma anche e soprattutto a ricevere con frequenza cadenzata pene corporali, spesso molto dure. René consegna nelle mani dei membri di questa comunità la sua ragazza.
La prima sera "O" partecipa al rigoroso e sofisticato rituale d'ingresso che la assoggetta, assieme alle altre schiave, ai padroni: quattro uomini mascherati si trovano di fronte a lei, uno dei quali sa essere il proprio amante. Dopo essere stata legata per i polsi ad una corda che pende dal soffitto comincia a subire una flagellazione con uno scudiscio di cuoio; la fustigazione prosegue fino a quando non strappano ad "O" alte grida di dolore. Questo, le spiega uno dei presenti, è solo l'inizio delle punizioni quotidiane a cui d'ora in avanti, fino a che si trovi entro le mura del castello, dovrà sottomettersi. Quindi viene slegata e, ancora gemente, posseduta con la forza.
Lo scopo principale della ripetuta fustigazione giornaliera è quello di costringerla a rinunciare poco alla volta al proprio "Io", per divenire nient'altro che un muto ed accondiscendente oggetto sessuale nelle mani dei padroni, una schiava perfettamente obbediente. È costretta quindi a portare per tutto il giorno un butt plug.
Inizialmente O non riesce a trovare alcun senso in ciò che le sta accadendo; non riceve alcun piacere anzi, al contrario, tutto ciò la fa soffrire profondamente sia nel corpo che nell'anima, ma la grande passione e la fiducia assoluta che sente nei confronti del suo amante, che le ha promesso di rimanerle accanto per tutto il tempo della loro permanenza al castello, le infondono un qual senso di pace gioiosa, anche dopo essere stata frustata fino alle lacrime e quindi subito violentata dai padroni.
L'alloggio che le è stato dato si trova nell'ala rossa del castello; le viene inoltre assegnato come valletto personale un uomo di nome Pierre. Questi ha il compito di incatenare "O" al letto la sera, di liberarla alla mattina e di frustarla abbondantemente quando lo reputi necessario; questo in aggiunta alle punizioni quotidiane rituali inferte dai padroni. Oltre a ciò è autorizzato anche ad avere rapporti sessuali con le ragazze schiave nelle camere incluse nella sezione sotto il proprio controllo, tra cui quindi anche la stessa "O".
Andre e Jeanne, altre due tra le giovani ospiti, l'aiutano ad ambientarsi presentandole la vita che d'ora in poi l'attende; la ragazza inizia così vagamente a capire che tutta la situazione in cui è stata gettata non consiste solo in dolore e sofferenza, ma anche nel piacere dato dalla gioia di assecondare gli ordini ricevuti. Qui le donne, le schiave, hanno la pura e semplice soddisfazione di svolgere al meglio il proprio ruolo.
 Formalmente il luogo non è affatto una prigione, "O" potrebbe liberamente decidere d'andarsene in qualsiasi momento e nessuno si sognerebbe mai di cercare di trattenerla: ma René le ha chiesto di rimanere, di farlo per lui, e lei è felice d'acconsentire. Le punizioni poi, nonostante la loro gravità, non arrivano mai a nuocere alla salute delle giovani donne: "O" rimane così - quasi senza accorgersene - presto affascinata da questo gioco erotico che a lei pare quasi mistico. La sua è divenuta così la storia di una ragazza che volontariamente si fa schiava ed oggetto inerme nelle mani di altri uomini; l'umiliazione si tramuterà presto in un forte senso d'orgoglio.
Ogni giorno che passa, sempre più profondamente, la ragazza s'immerge in tal clima da orgia perenne. René le spiega che la concede agli altri uomini per sentire il potere che ha su di lei: la sua obbedienza cieca è la prova dell'amore che gli porta. Donandola agli altri, sente veramente ch'ella gli appartiene. Ed ecco che più il tempo passa - le settimane di soggiorno si accumulano - e più "O" prova un'intima esperienza di piacere nell'avere rapporti sessuali con altri uomini alla presenza del suo René. Si è poi talmente abituata alla frusta che se non venisse scudisciata ogni sera non riuscirebbe più a dormire bene.
Ma ad un certo punto "O" comincia a spaventarsi nel rendersi conto che non solo il suo amante René è in grado di farle provare un orgasmo durante l'amore, ma anche dei perfetti sconosciuti che non ha mai veduto in volto prima; questa presa di coscienza è un motivo di colpa per "O", le pare d'infrangere un tabù e di non essergli abbastanza fedele.
Mentre altre delle ragazze presenti non perdono occasione di violare le regole severe usando il loro fascino per sedurre i valletti ed ammorbidire così le punizioni per eventuali infrazioni, per "O" tale comportamento è inaccettabile. Non protesta mai e continua a soddisfare tutti gli ordini. Ad un certo momento il soggiorno termina bruscamente; René, che s'era allontanato lasciandola sola, ritorna per riprendersela e portarla nuovamente a Parigi. Le viene consegnato inoltre un anello di ferro da portare al dito, che la identifica come una delle schiave di Roissy; segno di sottomissione alla comunità alla quale anche lei appartiene: d'ora in poi dovrà concedersi senza esitazione a chiunque dimostri di riconoscere il significato dell'anello.

### Sir Stephen
Tornata nel mondo ordinario, riprende il suo impiego, lavora difatti in un'agenzia pubblicitaria ed è una fotografa di successo.

## Storia editoriale
Il romanzo venne scritto dalla scrittrice francese Dominique Aury (il cui vero nome era Anne Cécile Desclos) negli anni cinquanta del XX secolo, all'epoca già traduttrice e curatrice di libri di letteratura e poesia francese per la prestigiosa casa editrice Galimard, utilizzando lo pseudonimo di Pauline Réage. Dominique Aury, già stretta collaboratrice di Jean Paulhan e della sua rivista La Nouvelle Revue Française, ne era già da lungo tempo amante, ma ormai quarantenne e sentendo affievolirsi il sentimento che la legava con Paulhan, decise di mettere per iscritto una fantasia erotica sadomasochista, sapendo che Paulhan era un ammiratore del Marchese de Sade, con il sapore della sfida, dal momento che Paulhan sosteneva che  «le donne non possono scrivere romanzi erotici».
Una volta letto il romanzo fu proprio Paulhan a spingere la Aury a pubblicarlo, quando lei lo aveva intenzionalmente scritto solamente come gioco tra i due amanti. Scelto di utilizzare un nuovo pseudonimo, Pauline Réage, appunto, allo scopo, lo propose al proprio editore, Galimard, che però si rifiutò di pubblicarlo. La Aury si rivolse allora alla giovane casa editrice Jean-Jacques Pauvert, facendone la fortuna. Il libro suscitò scandalo e divenne un successo in molti paesi, anche una volta tradotto, in particolare negli Stati Uniti d'America durante la Rivoluzione Sessuale degli anni sessanta e settanta.
La vera identità dell'autrice/autore di Histoire d'O, a lungo rimasta un mistero, tanto che si era inizialmente cercato di attribuire il romanzo a Jean Paulhan, ad André Malraux e a Henry de Montherlant, venne svelata solamente nel 1994, quando, in un'intervista a The New Yorker, Dominique Aury ammise infine ufficialmente di esserne stata l'autrice misteriosa e di aver scelto l'anonimato per non mettere in imbarazzo famigliari e amici. Spiegò inoltre di aver scelto il suo pseudonimo in omaggio a Paolina Borghese e a Pauline Roland. È stato sostenuto, inoltre, che Pauline Réage potrebbe essere anche l'anagramma, sottraendo una "H", di Égérie (lett. "Egeria") Paulhan.

## Accoglienza
Pubblicato in francese dal nuovo editore Jean-Jacques Pauvert, il libro destò grande scandalo. Si è molto discusso su chi si celasse dietro lo pseudonimo dell'autrice, e se si trattasse veramente di una donna. Si vociferava infatti che questo romanzo fosse stato scritto a quattro mani da Jean Paulhan e dalla sua amante Dominique Aury, la cui prima opera fu un'antologia della poesia religiosa francese. Paulhan ne ha comunque scritto la prefazione, intitolata Le bonheur dans l'esclavage (lett. "La felicità nella schiavitù").
Nel febbraio del 1955 il libro vinse il premio letterario francese Prix des Deux Magots, anche se ciò non impedì alle autorità francesi di avanzare delle accuse per oscenità nei confronti dell'editore. Le accuse vennero respinte dai tribunali, ma venne imposto un divieto a pubblicizzare il libro per diversi anni.
Anche negli Stati Uniti venne mossa un'accusa di oscenità nei confronti dell'editore responsabile della traduzione in lingua inglese e pubblicazione del libro nel paese, tuttavia l'accusa venne rigettata dalla Corte Suprema. Così avvenne anche in Canada, dove una sentenza del giudice Jacques Anctil della Cour des Sessions di Montréal, il 10 giugno 1969, rigettò un'accusa di oscenità nei confronti dell'editore dell'edizione canadese, M. Guy Delorme.

## Sequel
- Nel 1969 ne fu pubblicato il seguito, sempre scritto da Dominique Aury sotto lo pseudonimo di Pauline Réage, Ritorno a Roissy (Retour à Roissy).
- Nel 1990 la casa editrice britannica Nexus, ha dato alle stampe un secondo sequel "apocrifo", il lingua inglese, intitolato The New Story of O, il cui autore è rimasto anonimo.[6]

## Edizioni (parziale)

### Edizioni in lingua francese
- (FR) Histoire d'O, Parigi, Jean-Jacques Pauvert, 1954, ISBN non esistente.

### Edizioni in lingua italiana
- Storia di O (Histoire d'O), E.L.D.F., 1968, ISBN non esistente.
- Storia di O, traduzione di Andrea D'Anna, Alberto Moravia e Jean Paulhan (prefazione), Milano, Bompiani, 1971, ISBN non esistente.
- Storia di O, traduzione di Andrea D'Anna, Alberto Moravia e Jean Paulhan (prefazione), Club degli Editori, Sonzogno, ISBN non esistente.
- Histoire d'O, collana Biblioteca dell'Eros, traduzione di Giulia D'Angelo, n. 105, Milano, ES, 2000, ISBN 978-88-865-3498-7.
- Histoire d'O, Editrice L'Espresso, 2003.

## Riconoscimenti
- Prix des Deux Magots
  - 1955 - Prix des Deux Magots a Pauline Réage[5]

## Altri media

### Cinema
- Story of O, regia di Kenneth Anger (1960)
- Maliziosamente (L'etreinte), regia di Paul Collet e Pierre Drouot (1969)
- Histoire d'O, regia di Just Jaeckin (1975)
- The Story of Joanna, regia di Gerard Damiano (1975)
- Menthe - la bienheureuse, regia di Lars von Trier - cortometraggio (1979)
- Histoire d'O 3 (The Story of O: Untold Pleasures), regia di Phil Leirness (2002)
- The Story of J, regia di Bunny Luv - direct-to-video (2004)
- O - The Power of Submission, regia di Ernest Greene - direct-to-video (2006)
- The Surrender of O, regia di Ernest Greene - direct-to-video (2008)
- The Truth About O, regia di Ernest Greene - direct-to-video (2012)

### Fumetti e illustrazioni
- Guido Crepax, Histoire d'O, Milano, F. M. Ricci, 1975, ISBN non esistente.
- (FR) Loïc Dubigeon, Cent dessins pour illustrer Histoire d'O, collana Le Club du Livre Secret, Editions Borderie, 1981, ISBN 2-86380--025-6.

### Televisione
- Histoire d'O (A História de O), regia di Éric Rochat - serie televisiva (1984)

## Influenze nella cultura di massa
- Il romanzo Il legame, della scrittrice francese prematuramente scomparsa nel 1993 Vanessa Duriès, è un racconto erotico a tema sadomasochista, parzialmente autobiografico, che racconta un'altra sottomissione volontaria da parte di una donna a un uomo. L'autrice e il suo romanzo sono stati spesso paragonati a Pauline Réage e al suo Histoire d'O.[7][8][9]